# Papilledema
Il papilledema o edema della papilla è un rigonfiamento delle fibre gangliari originato dall'aumento della pressione endocranica che interessa il punto di connessione tra il nervo ottico e l'occhio, detto papilla.

## Eziologia
Può essere causato da un incremento della massa encefalica, da un'insufficienza vascolare che dà un quadro di ischemia e conseguente rallentamento del flusso assoplasmatico, o ancora da una infiammazione (papillite) della papilla ottica, conseguente ad una infezione (batterica, virale, parassitaria) della papilla.
È una frequente complicanza del diabete: a causa delle variazioni del coefficiente di filtrazione, aumenta la probabilità  di ostruzioni dei capillari retinici, questo causa un aumento della pressione idrica all'interno dell'occhio.
Può essere localizzato, per esempio in seguito a neoplasie, o generalizzato, per esempio in seguito a trauma.
È uno dei segni caratteristici dell'encefalopatia acuta da piombo inorganico, insieme a stato confusionale, vomito a getto e agitazione psicomotoria.

## Clinica

### Segni e sintomi
Le manifestazioni cliniche sono riconducibili a una aumentata pressione endocranica: vomito a getto, cefalea, parestesie e alterazioni a livello della coscienza.

### Esami di laboratorio e strumentali
Rappresenta uno dei quadri più importanti riscontrabili con l'esame del fondo oculare. La fluoroangiografia non risulta invece necessaria.

## Trattamento
Il trattamento è causale: dipende dall'eziologia del papilledema e agisce su di essa.